# Julen Lekuona
Julen Lekuona Berasategi, (Oyarzun, Guipúzcoa, 18 de julio de 1938 - San Sebastián, 19 de julio de 2003) fue un músico y escritor vasco, muy comprometido con el trabajo a favor de la cultura vasca.

## Biografía
Julen Lekuona tuvo una vida muy prolífica siempre unido a la cultura vasca, eso le llevó a tocar el txistu en el grupo de música de Oyarzun Lartaun, escribir en la revista semanal de su pueblo, Zeruko argia: además escribía habitualmente, siempre en euskera, en El Diario Vasco. Conocido por su afición al teatro, tradujo al euskera obras como Kristalezko zooa de Tennessee Williams o Erizaina etxea. 
Desde pequeño cantó bertsos antiguos vascos que le enseñaba su abuela, y formó parte del coro infantil Schola Cantorum que cantaba en las misas dominicales, en el seminario estudio solfeo y allí compuso algunas de sus canciones más famosas, una vez acabada su formación en el seminario se hizo cura y empezó su trabajo entre los pueblos de Zumárraga y Azcoitia donde impulsó las misas en las que tocaba la guitarra.
Las primeras canciones de Julen Lekuona estaban relacionadas con la canción protesta y la situación del País Vasco. En 1963 presentó su canción "Zeruetako gure osaba" en homenaje a su tío Martín, fusilado por los falangistas, y otras canciones siempre en tono de protesta y denuncia. Ese mismo año hizo su primera puesta en escena en la parroquia de la Antigua de San Sebastián. Tres años más tarde entró en el grupo Ez Dok Amairu donde hizo su primera aparición en escena el 9 de enero de 1966 en Hernani. Dicho grupo estaba formado por gente tan relevante en la escena vasca como son: Lourdes Iriondo , Benito Lertxundi o José Antonio Villar.
En 1972 dejó de ser sacerdote y tras desmantelar Ez Dok Amairu, continuó cantando, pero pronto se unió a Xabier Lete y Antton Valverde y comenzó a interpretar bertsos viejos y nuevos. En 1974 se estrenó el primer concierto del trío en el Teatro de San Sebastián, y en 1974 sacaron el exitoso disco Bertso zaharrak. Ese mismo año, se casó con Kontxita Rekalde y se instalaron en Azpeitia. Tuvieron dos hijos y luego se mudaron a Irún, donde Lekuona encontró trabajo en una caja de ahorros.
Dejó de cantar, pero no completamente y por completo la música apareciendo en diversos festivales.
El 19 de julio de 2003 murió a causa de una trombosis en las piernas, en el Policlínico de San Sebastián .
Después de su muerte recibió diversos homenajes donde participaron artistas de la talla de: Xabier Lete, Antton Valverde, Javier Muguruza, Jamie Telletxea o Mikel Errazkin.

## Discografía
- Egia N.1 (1965, EGI)
- Egia N.2 (1965, EGI)
- Julian Lekuona (1966, Cinsa)
- Julian Lekuona (1968, Herri Gogoa)
- Bertso Zaharrak (1974, Herri Gogoa) con Xabier Leter y Antton Valverde.

## Disco homenaje
- Itsasoan urak handi dire (2004, Hirusta).